# 四川基督教
基督教在四川（歷史上多被宣教會稱為華西）的歷史可以上溯至唐朝時期的景教，雖然時至今日仍然屬於小眾宗教。根據「亞洲豐收」（Asia Harvest）的調查報告，截止到2020年，包含天主教地下教會和新教家庭教會人數在內，全川有基督教徒3,290,295人，重慶教徒2,128,256人，總計5,418,551人。

## 景教

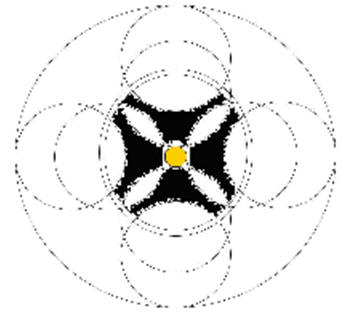
公元九世紀的敘利亞十字架，戴爾·艾伯特·約翰遜發現於重慶磁器口古鎭。

據大秦景教流行中國碑所載，敘利亞基督教的派系之一東方教會（景教）傳教士阿羅本於公元635年到達長安。唐太宗下令在義寧坊造大秦寺一所，也就是景教寺院。此後，景教在中國順利發展了150年，一度有「法流十道，寺滿百城」的盛況。當時景教已流傳至成都，在峨嵋山也發現兩處景教修道院遺址。
晚唐文學家李德裕在《全唐文》中提到有一名在成都地區行醫的視光師是來自大秦的景教僧侶。
另據南宋隨筆集《能改齋漫錄》記載，蜀國開明王朝君主曾造七寶樓，以珍珠結成簾。漢武帝時七寶樓毀於蜀郡大火，至唐朝便有胡人在樓基遺址上修建大秦寺，其門樓十間，如同當年的蜀國君主，胡人傳教士也以珍珠翠碧貫之為簾，因此後人也稱該寺作「珍珠樓」。
英國聖公會傳教士董宜篤於民國時期對漢州（今廣漢市）地區的景教遺存進行了調查，探知在當地南門外望鄉臺處曾有一塊景教碑，但已被折成數塊用作修橋舖路，所以他並未見到實物。這塊碑與唐朝漢州刺史房琯有關，因琯係景教徒，並為當地留下了獨特的景教傳統。
前蜀時代有李姓波斯家族居於梓州（今三台縣境內）。李氏三兄妹李珣、李玹、李舜弦工詩詞，在藥材醫學方面也很有造詣。李舜弦是前蜀皇帝王衍的昭儀。這個家族的宗教信仰有三種說法：景教、祆教或者道教。李舜弦的一闋詞中有描述一種祆神維施帕卡使用的武器。黎國韜認為李氏兄妹信奉祆教，並因此影響王衍奉教。羅香林則認為李氏家族信奉景教，因為大多數景教教士在藥材醫學方面造詣很高，他們通常一邊傳教一邊行醫。不過李珣也留有兩闋《女冠子》描繪女道士的節操，並在《海藥本草》中記述了很多和道教煉丹術（類似西方鍊金術）有關的藥材。陳明在學術論文中稱他更傾向於羅香林的觀點，認為李氏兄妹很可能是受了道教影響的景教徒。
來自美國的敘利亞東方正統教會神父戴爾·艾伯特·約翰遜（Dale Albert Johnson）在重慶磁器口古鎭發現多個古敘利亞式樣的十字架石刻，年代鑑定為公元九世紀，形制與來自敘利亞阿勒坡的十字架完全吻合。

## 天主教

### 历史

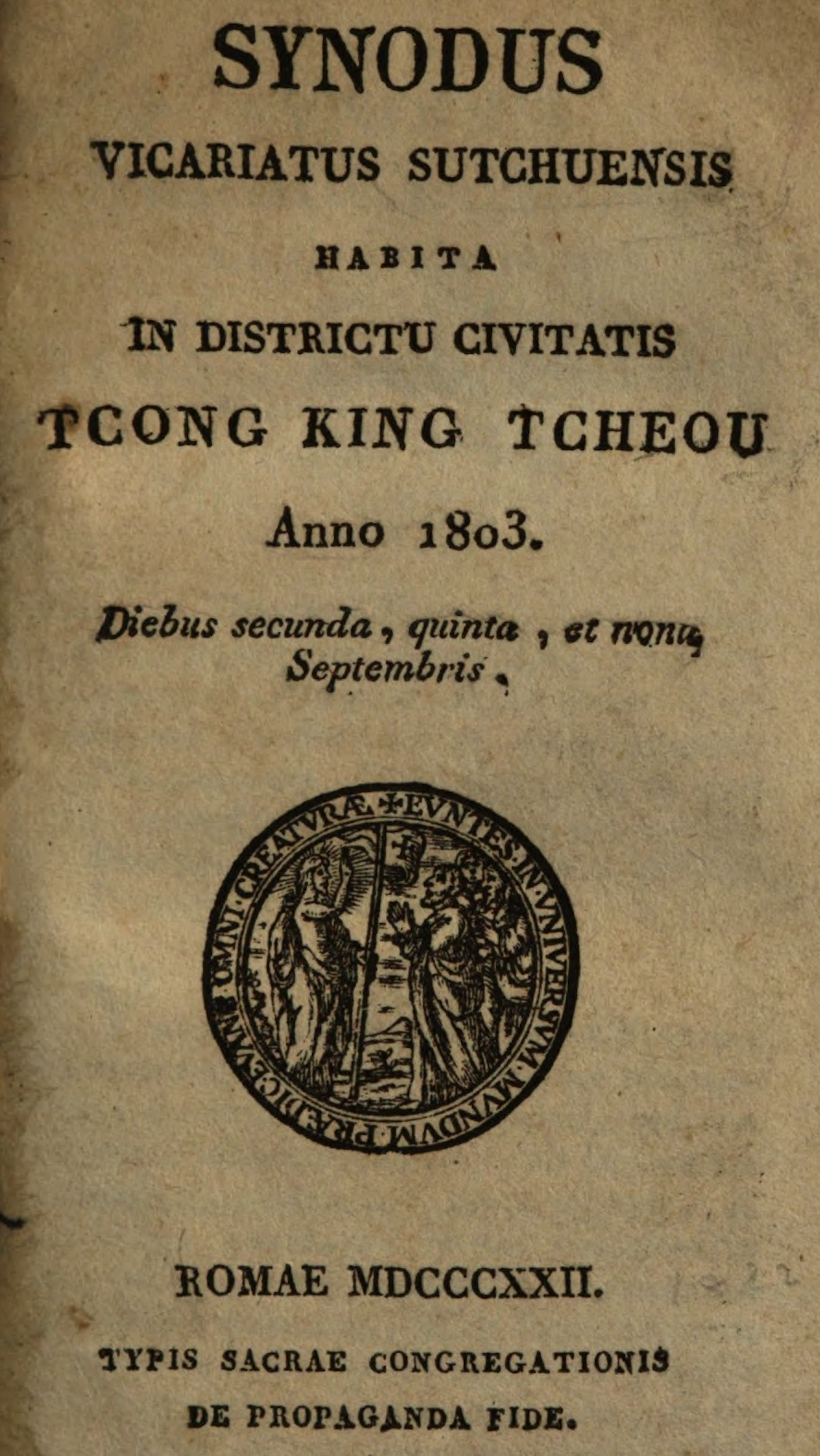
1803年的四川會議成果報告冊《Synodus Vicariatus Sutchuensis》（四川代牧區會議），於1822年在羅馬出版。四川教會大會是在中國境內首次召開的天主教會議。

1640年，天主教耶稣会意大利传教士利类思神父从北京入川传教，是为天主教传入四川之始。1642年耶稣会葡萄牙传教士安文思从杭州抵达四川。适逢明末动荡时期，利类思和安文斯亲眼目睹张献忠在四川的统治，后法國傳教士古洛東基於利、安二教士之經歷著有《圣教入川记》，讲述了当时的情况。1647年被清军肃亲王豪格俘虏，离开四川，经汉中、西安，于1648年返回北京，先在肃亲王府做杂役，后获得自由。。
清顺治末年，华亭人许缵曾出任川东道，其母许徐氏甘第大，徐光启孙女随同前来。经潼关、汉中入川，许徐氏在汉中邀请传教士穆格我（Claudius Motel）入川复兴天主教。穆格我先后在重庆、阆中、成都等地建立教堂，发展教徒，影响甚远。
1696年10月15日，教宗英诺森十二世批准从福建代牧区分设四川代牧区（今天主教成都教區）。
1753年，教廷将四川的传教权授予巴黎外方传教会。1803年，法國主教徐德新在崇慶州（今崇州市）召開四川教會第一次大會，是為在中國境內首次召開的天主教教會會議。該會議的成果獲得羅馬的嘉許，並將一直引導教會的牧養之道直至被1924年的天主教上海會議取代。
1984年，於成都設立四川天主教神哲學院。2000年，教宗若望保祿二世將19世紀綿陽殉教貞女易貞美封聖。

### 主要教堂
- 重慶若瑟堂
- 成都聖母無染原罪堂
- 南充耶穌聖心堂
- 綿竹耶穌聖心堂
- 綿陽柏林王家旺聖堂

## 基督教新教

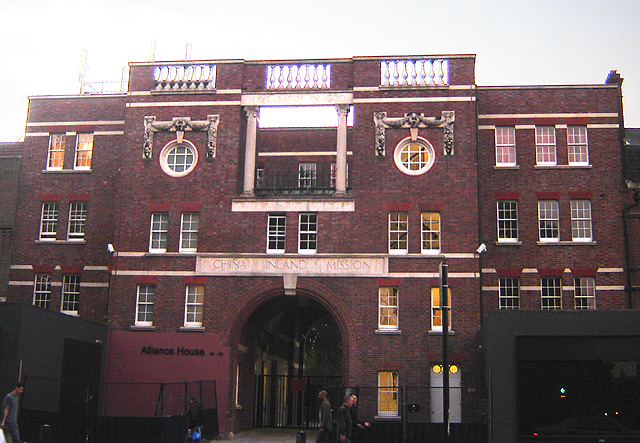
原中國內地會位於倫敦的總部。內地會是第一個正式在四川傳教的新教差會。

### 历史
1868年，新教英国伦敦会的杨格非和大英圣经公会的伟力，经湖北进入四川，遍游全省，将沿途情形汇报到英国各差会本部及在华传教士。
先后进入四川的教派主要有：
1. 内地会：1877年进入重庆，1881年进入成都。1895年，內地會傳教士蓋士利由坎特伯里大主教按立為聖公會華西教區首位主教。
2. 美以美会：1884年进入重庆，1891年开辟成都，在成都陕西街设恩溢堂（1979年拆除）。
3. 英國倫敦會：1888年起開始在四川宣教，以四川東部的重慶為中心。亦有大片宣教區位於四川南部和東南部[17]。
4. 美北浸礼会差会：1890年进入叙府（宜宾），1894年进入嘉定（乐山）、雅州（雅安）和成都。
5. 加拿大英美会：1892年进入乐山和成都，后来在四川设立成都、彭县、嘉定（现乐山）、仁寿、自流井（自贡）、重庆、泸州、忠县、涪陵、荣县等10个区会，1919年在四川共有184名传教士，是在四川传教的主要差会之一。英美会在成都市内有暑袜街苏特兰堂、四圣祠礼拜堂（现称恩光堂）和青龙街福音堂3座教堂。四圣祠礼拜堂周围还设有男女仁济医院（现成都市第二人民医院）、华英书局、华英女中、协和女师等众多机构。
6. 英国圣公会差会：1894年深入四川省西北部，次年成立華西教區。该教区拥有众多的传教站：绵阳（1894）、绵竹（1894）、新都（1894）、安县（1894）、中江（1903），德阳（1903），茂州（1906）、成都（1910），汉州（1913）。主要教堂有阆中圣约翰座堂以及成都皮房街圣约翰堂。医院有：保宁仁济医院，绵竹教会医院。
7. 英国公谊会差会：分布于重庆、三台、成都青龙街。
8. 基督復臨安息日會差會：1914年在重慶建立第一個宣教站，1917年正式成立四川宣教區[18]，1919年分為東川宣教區和西川宣教區[19][20]。
9. 基督會差會：截止到1922年其宣教中心位於康藏地區的巴塘縣，當時隸屬川邊特別區[21]。
10. 中華基督教會：1940年派遣傳教士耿篤齋在阿垻羌藏區的理番縣雜谷腦鎭設立第一個宣教站，作為其邊疆服務運動的一部分。目的是希望將基督教傳播至藏族、羌族（甘孜州、阿垻州）和彝族（涼山州）地區[22]。

1910年於成都正式成立的華西協合大學，是由美北浸禮會差會（美北浸禮會）、美以美會差會（美以美會）、英國公誼會差會（英國公誼會）和美道會（加拿大衛理公會）合作的成果。英國聖公會差會（英格蘭教會）於1918年加盟成為正式成員。
路德宗曾流傳至重慶，當時屬於四川東部。1923年，美國密蘇里路德會派遣傳教士黎立德抵達四川萬縣，於當地建立路德宗教堂聖十字堂。

### 教堂

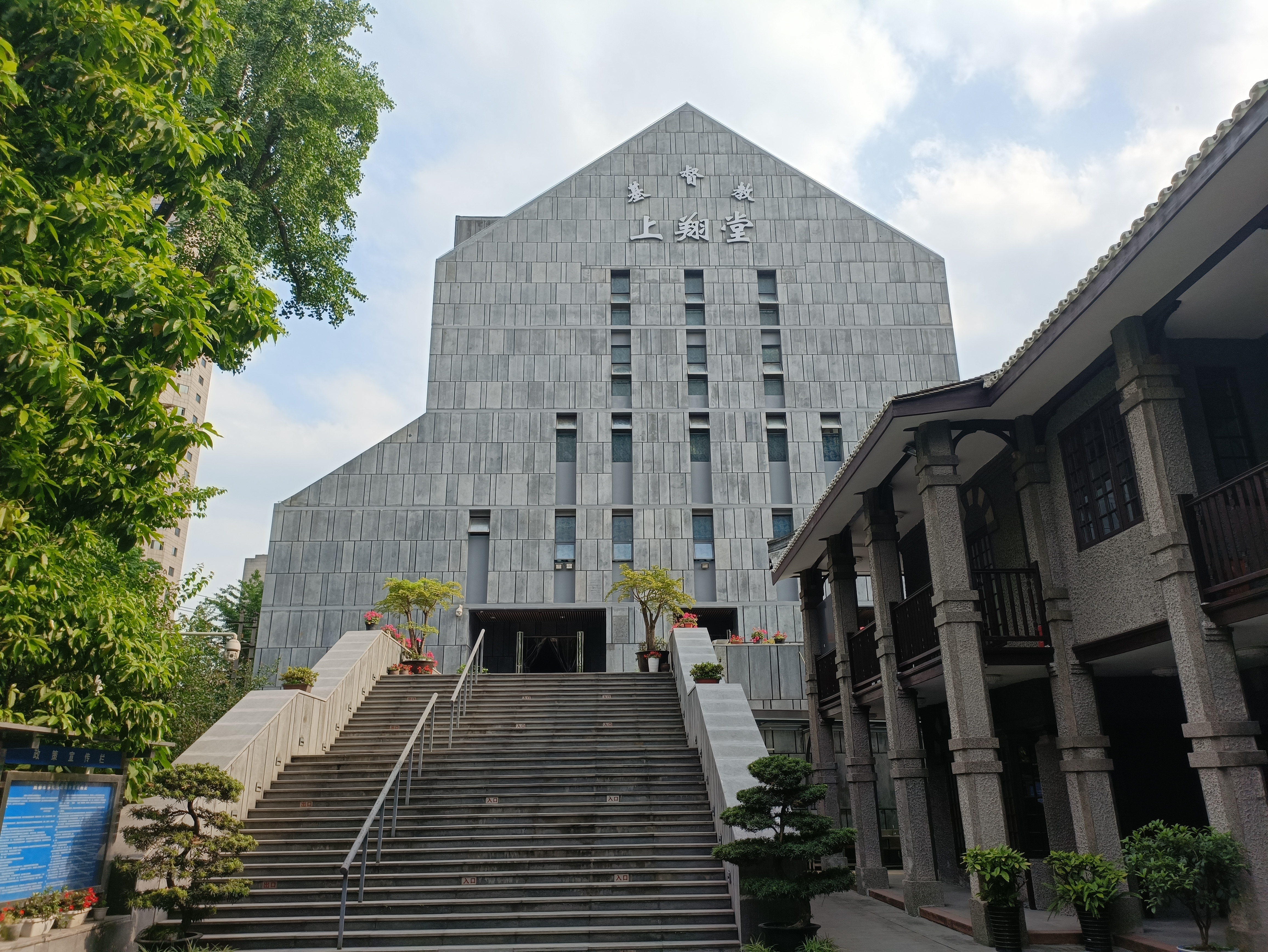
成都上翔堂，原聖公會聖約翰堂。

1949年四川各基督教会有教堂346所（不包括分堂、祈祷所），分别分布在成都、绵阳、阆中、广元、南江、南充、达县、泸县、宜宾、西昌、康定、雅安等百余市、县。1950年减少到137所（含分堂15所），分别分布在成都、广元、康定、巴塘、会理、泸县等近50市、县。截止1999年10月，四川省已开放的基督教堂（点）共106处。
现今主要教堂有：
- 成都上翔堂（原聖公會）
- 成都恩光堂（原衛理公會）
- 綿陽福音堂（原聖公會）
- 潼川禮拜堂（原公誼會）
- 阆中圣约翰座堂（原聖公會）

## 東正教
2017年，在成都存在一個很小型的東正教團體，受美國基督正教傳教中心牧養。俄羅斯正教會網站《Pravoslavie.ru》於2019年發佈專文報導一名來自成都的東正教皈依者。

## 地圖

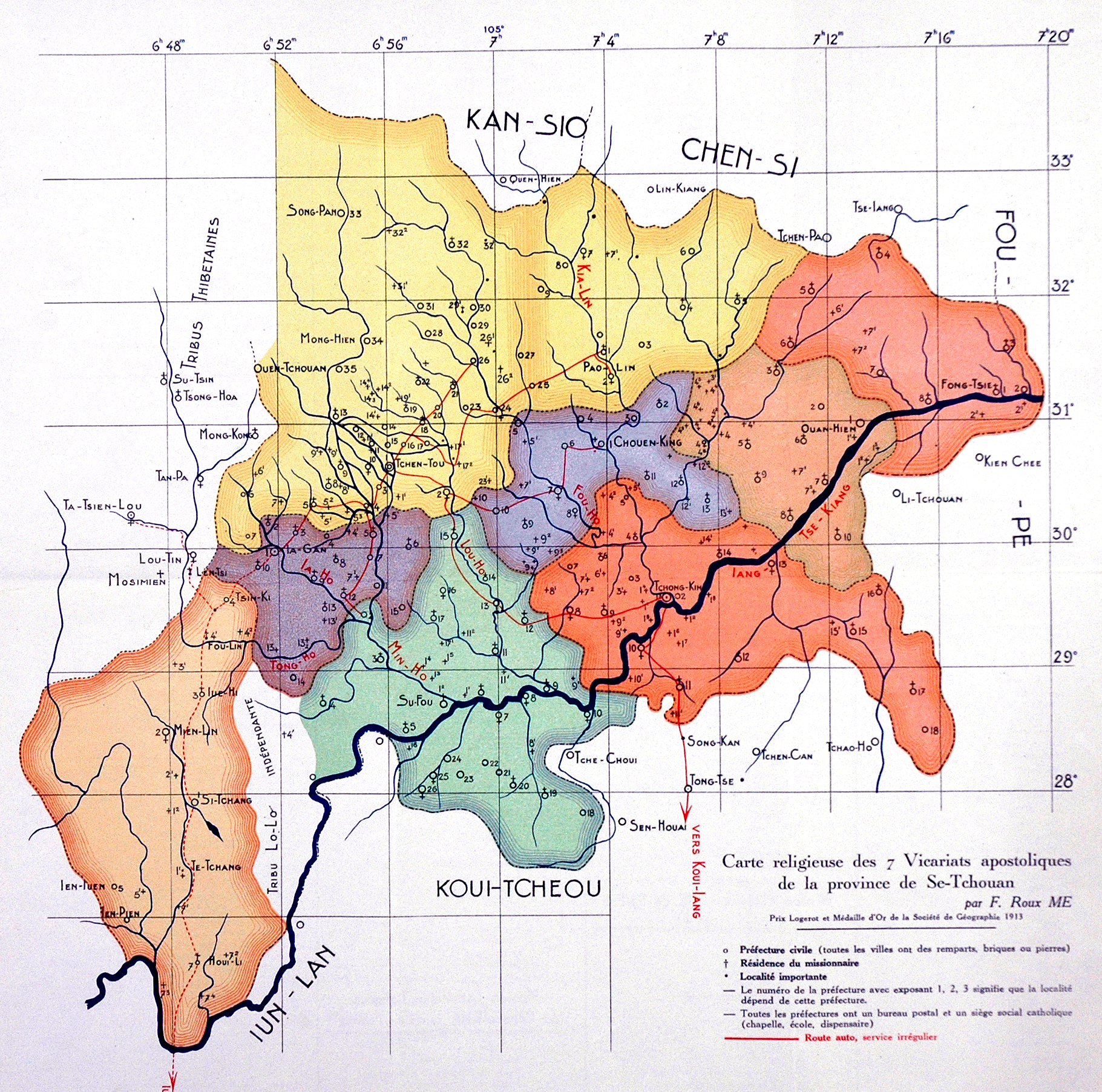
原四川七個宗座代牧區（天主教）
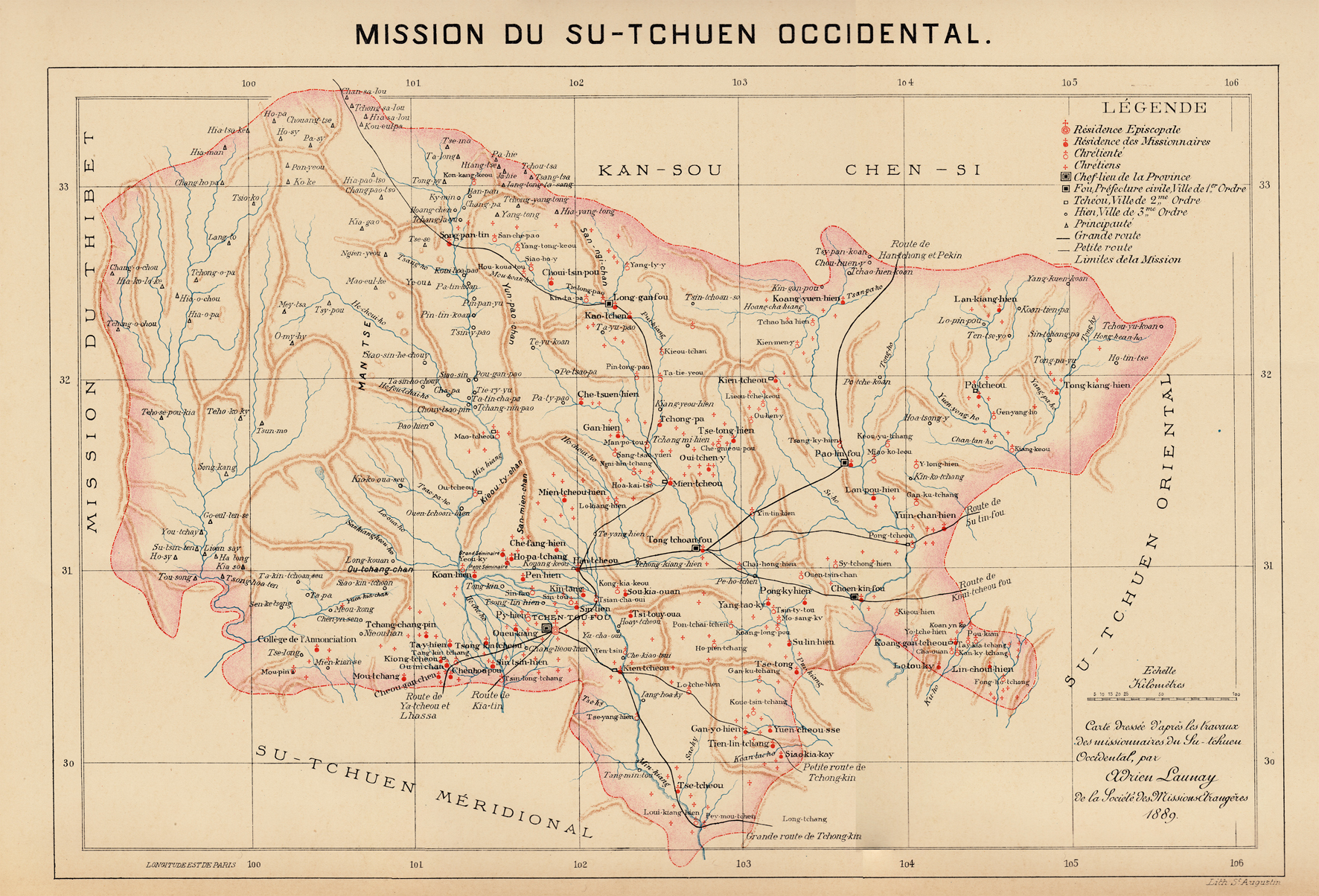
巴黎外方傳教會四川西境傳道區（天主教）
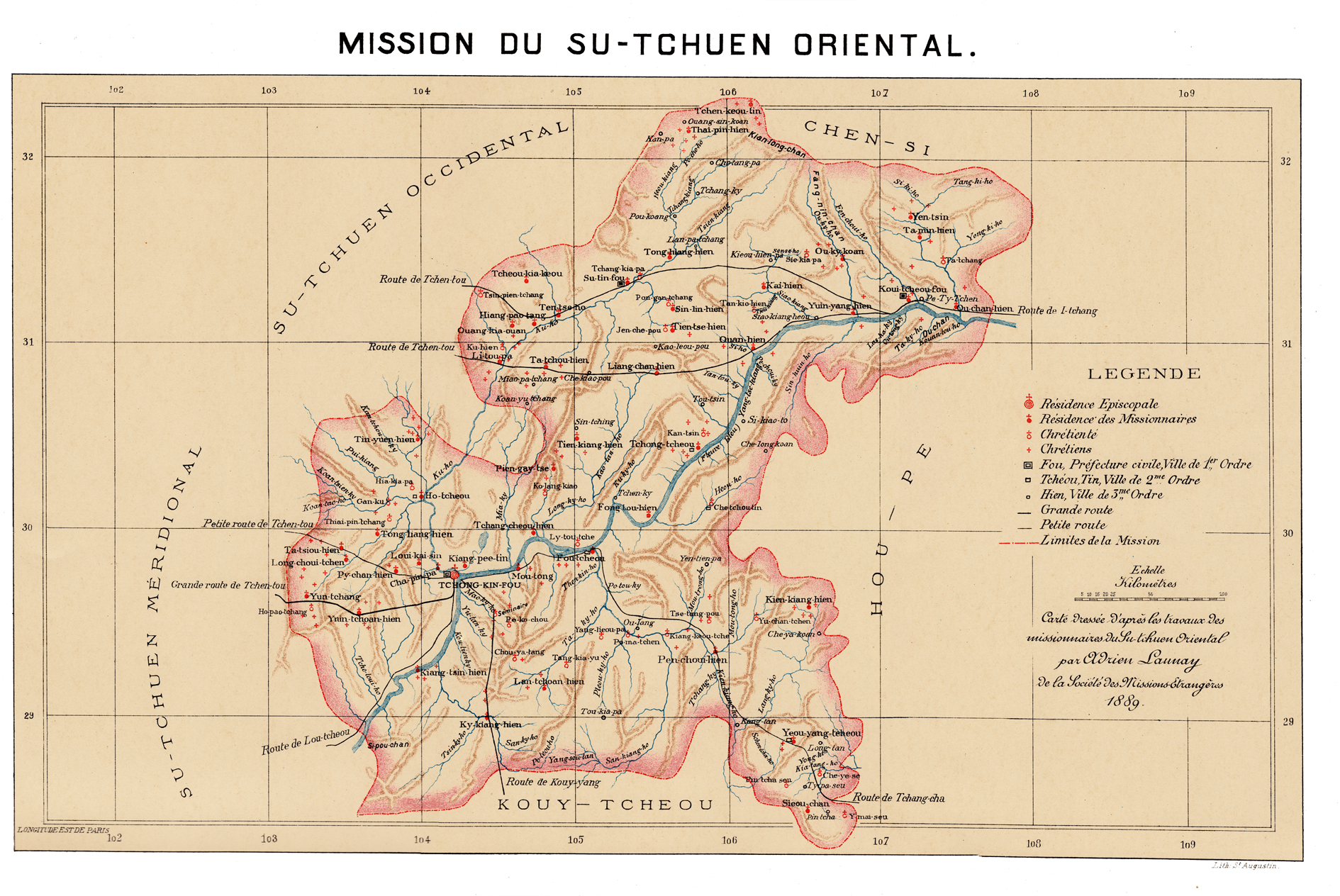
巴黎外方傳教會四川東境傳道區（天主教）
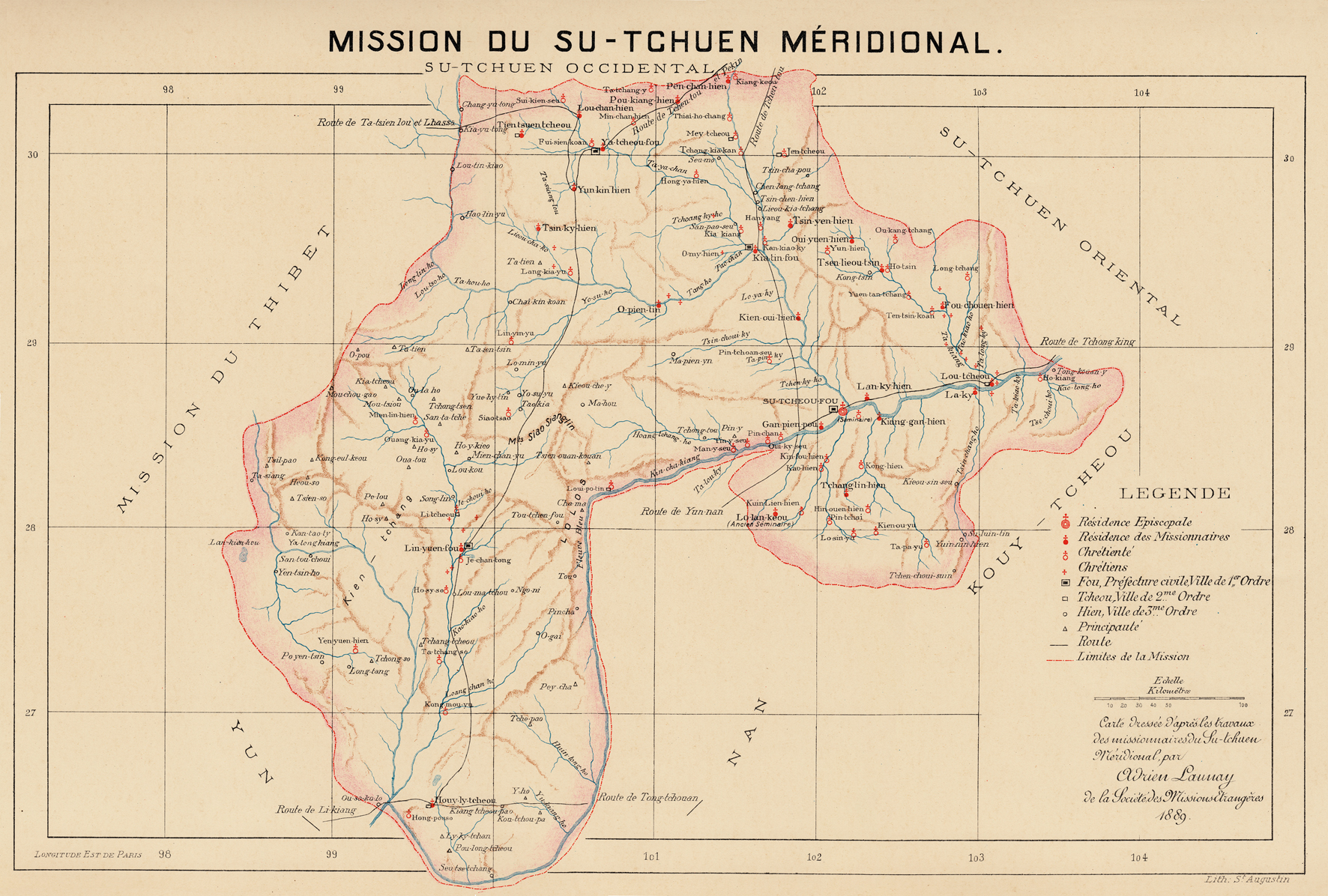
巴黎外方傳教會四川南境傳道區（天主教）
英國中國內地會四川宣教區（聖公會和自由派）
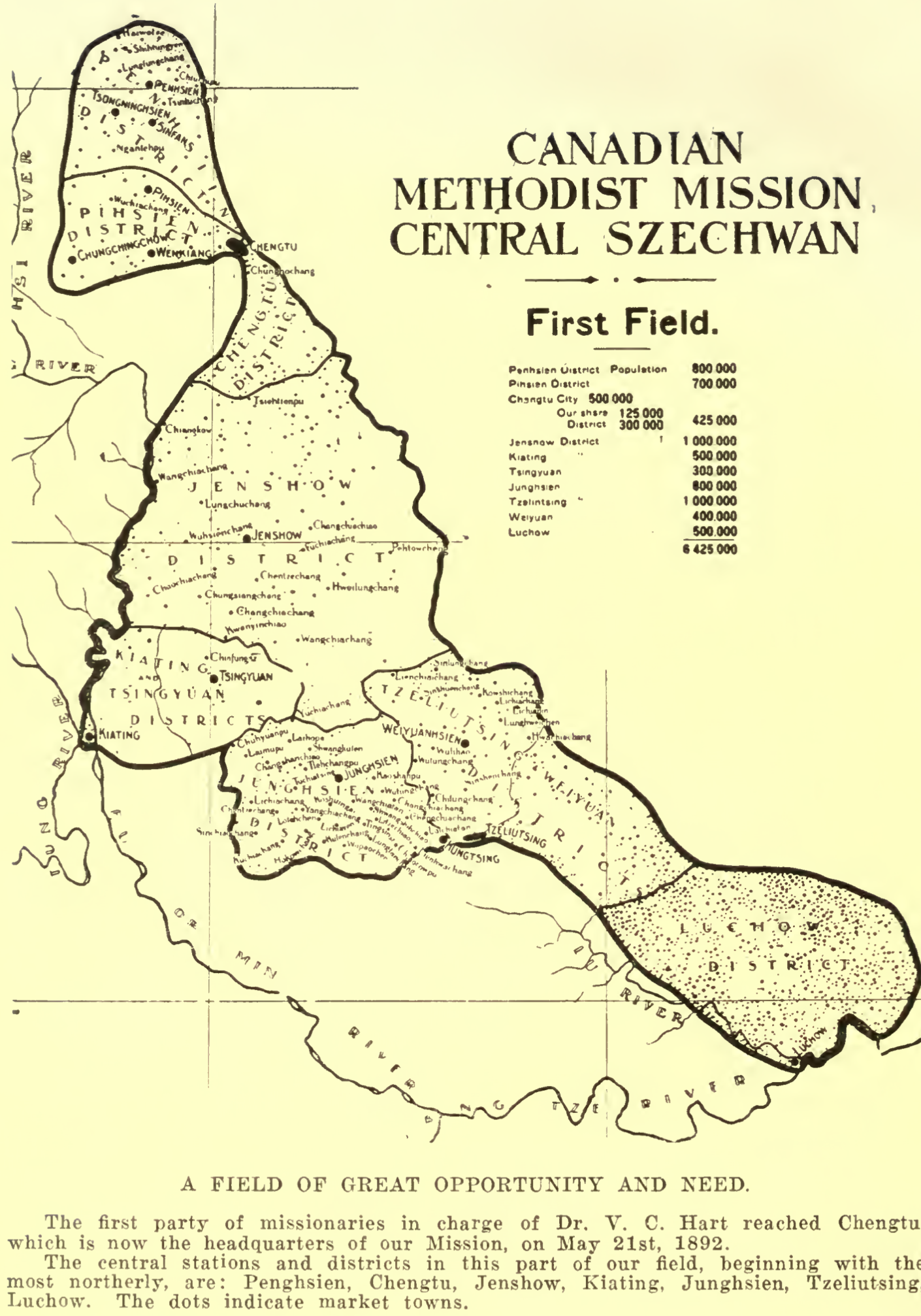
加拿大美道會四川中部宣教區（循道宗）
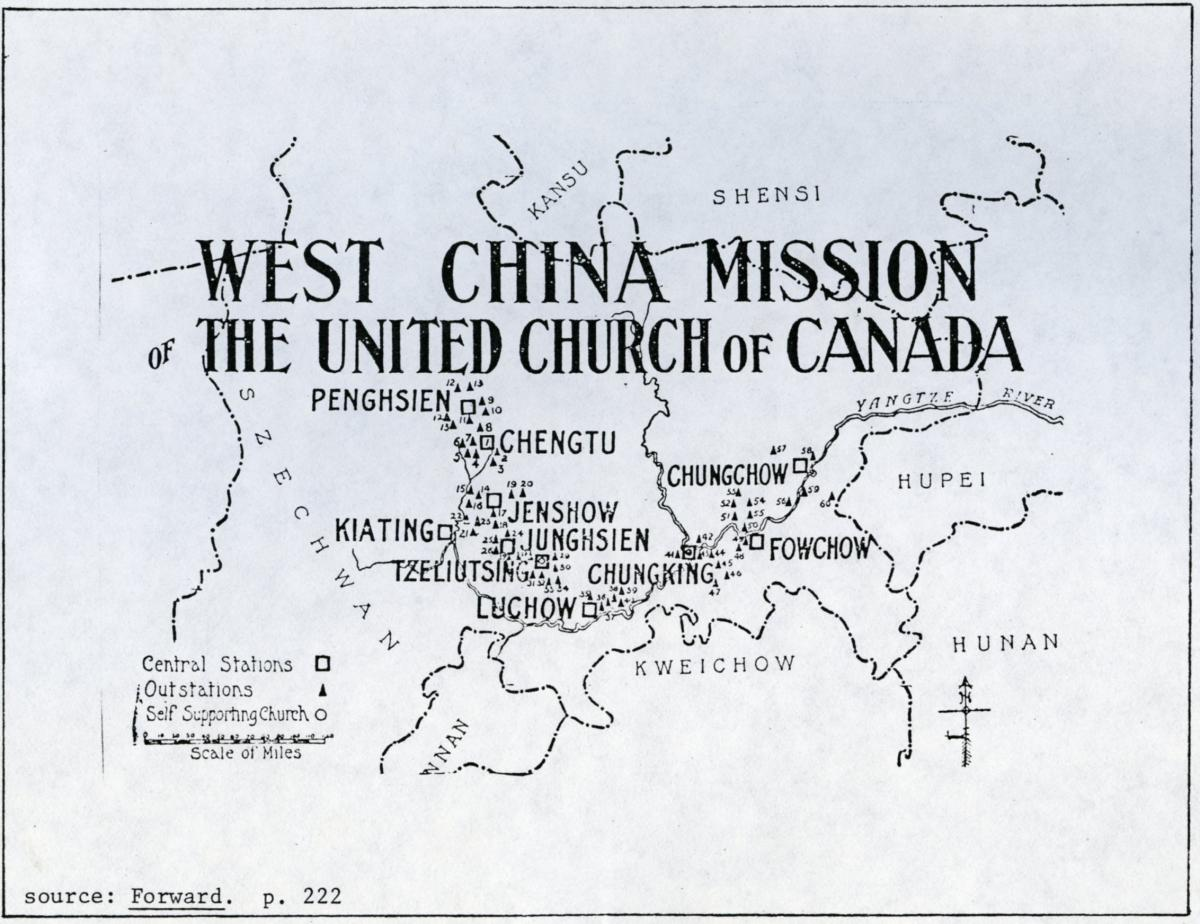
加拿大聯合教會華西宣教區（循道宗）
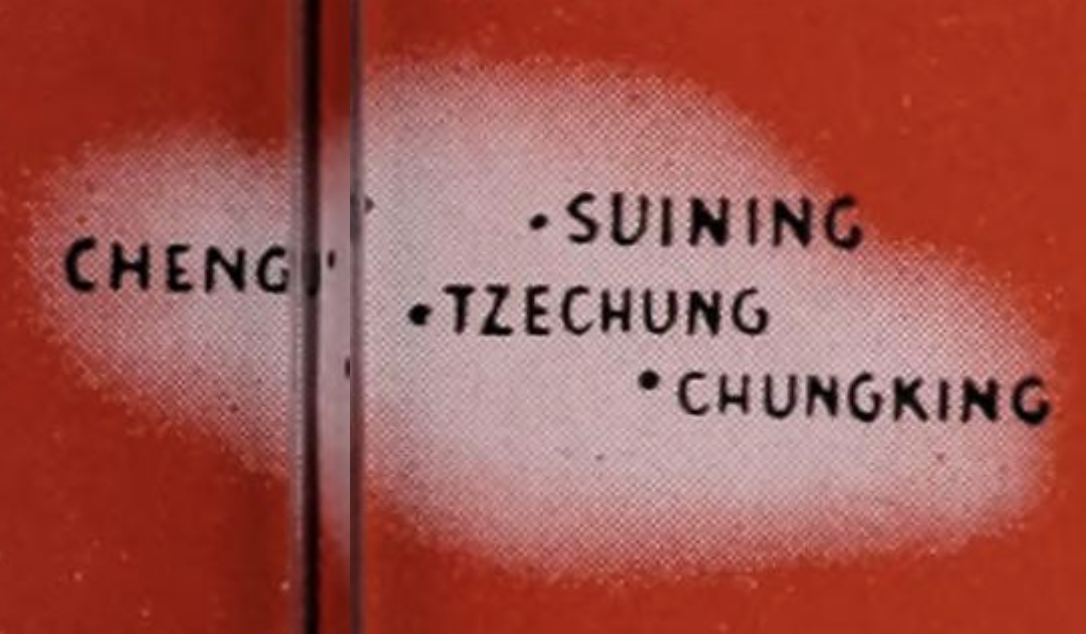
美國美以美會差會四川宣教區（循道宗）
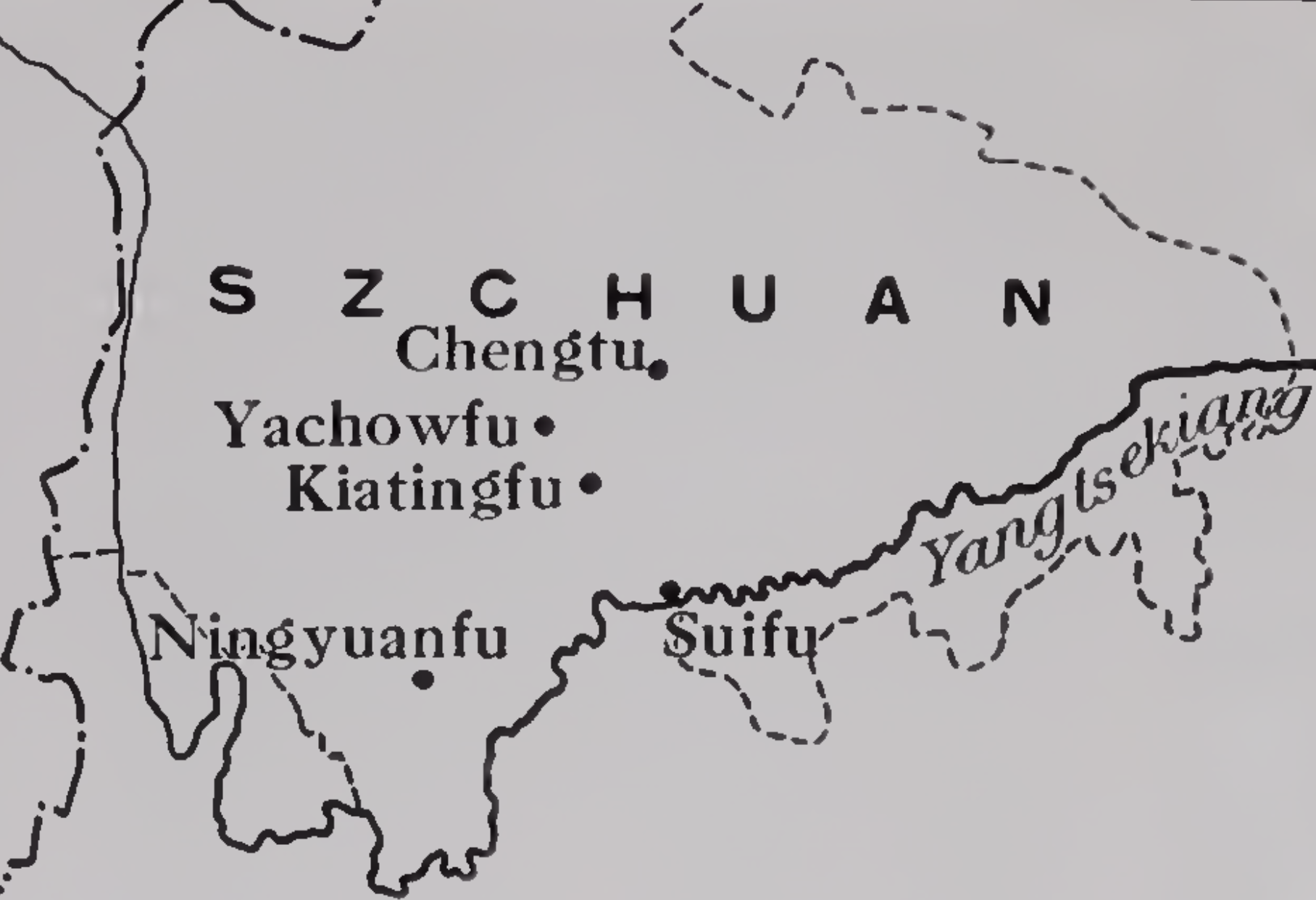
美北浸禮會差會四川宣教區
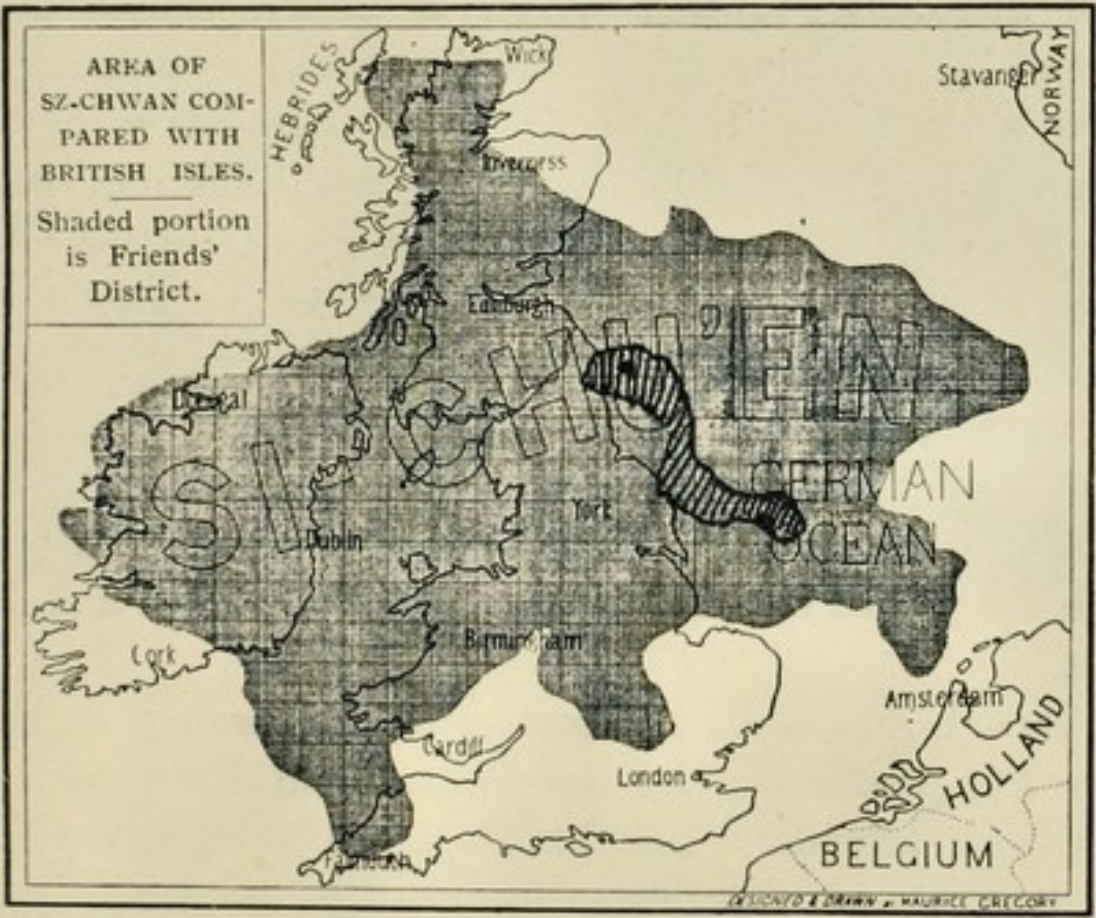
四川與不列顚群島的面積對比，深色區域是英國公誼會差會宣教區。
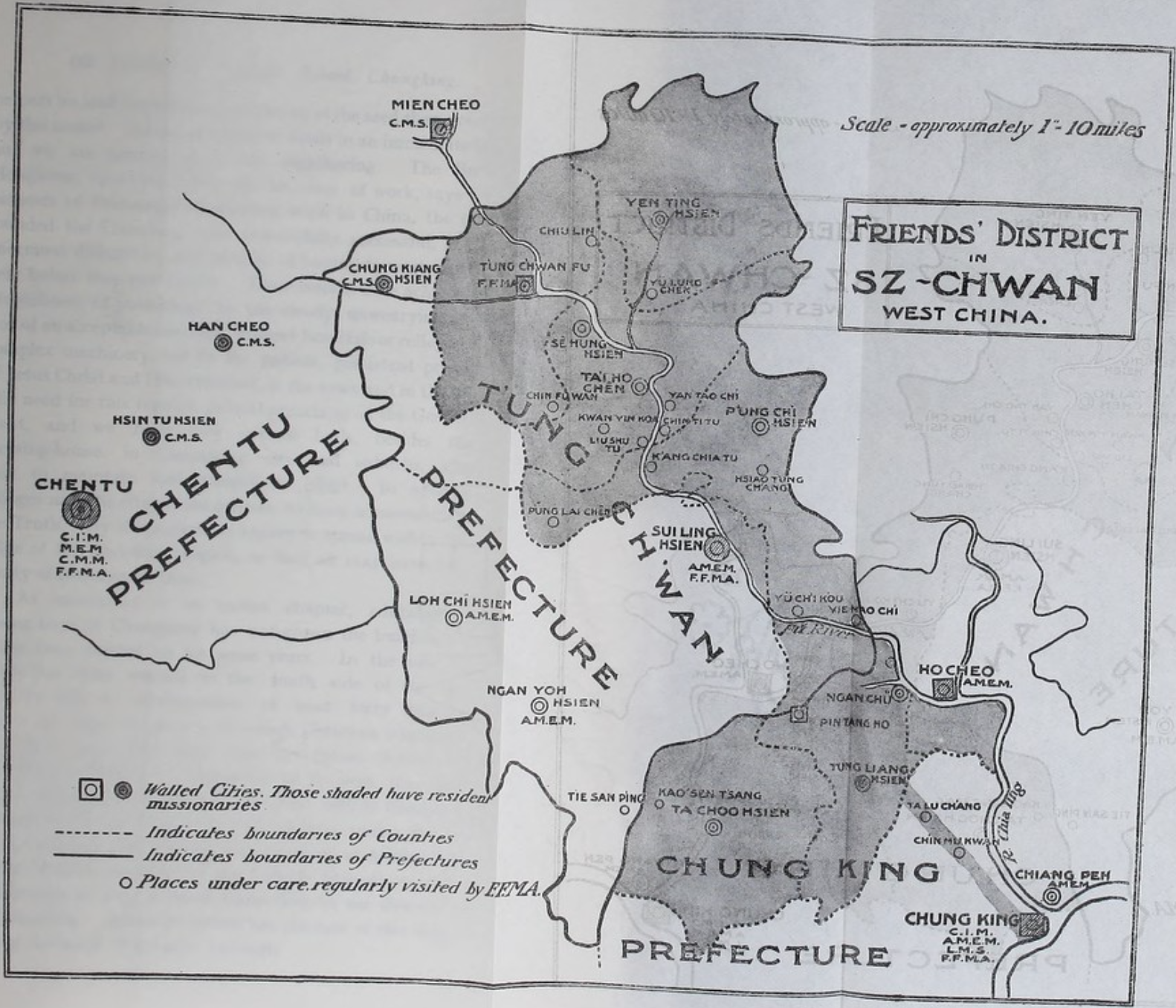
英國公誼會差會四川宣教區（公誼會）
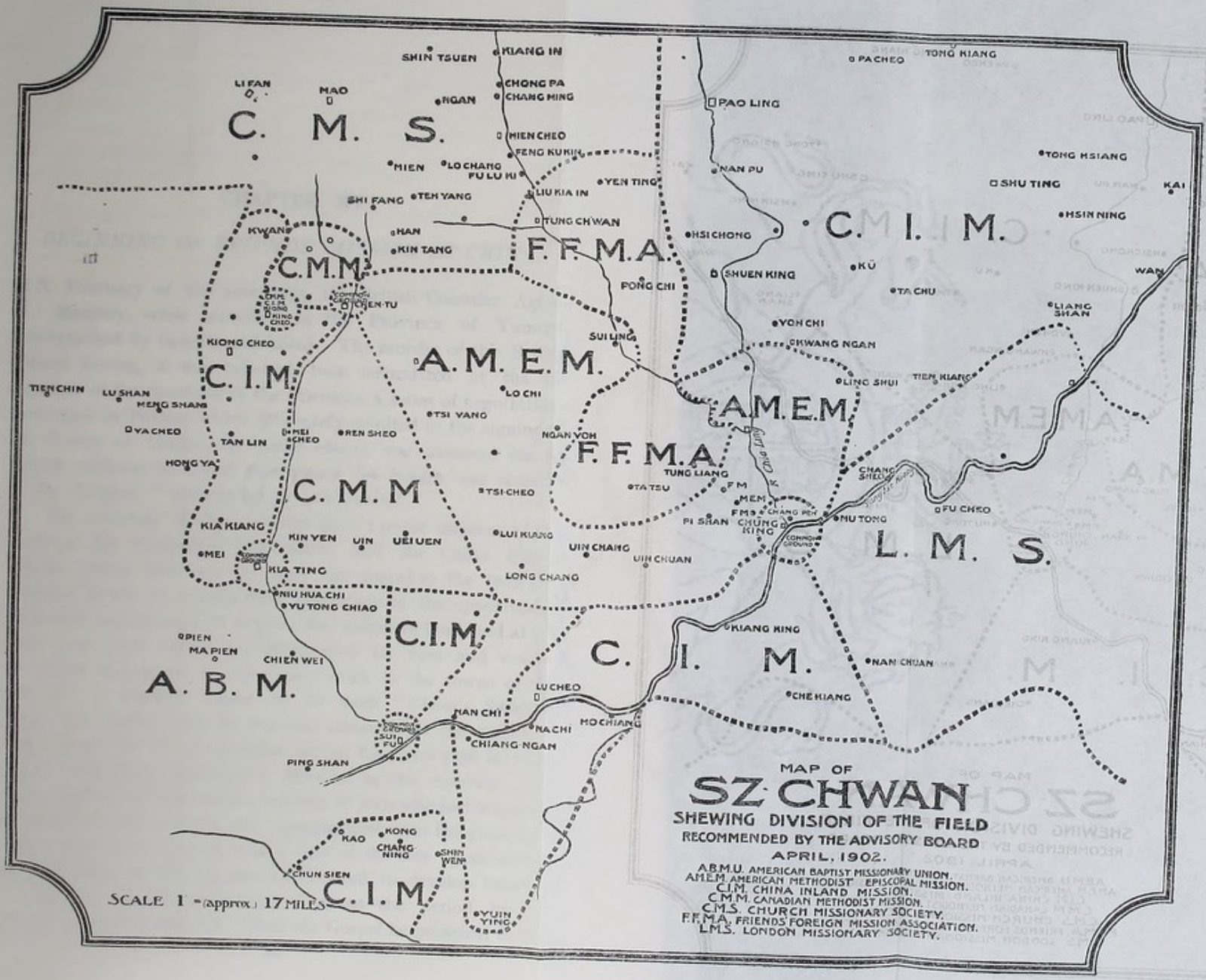
七個新教差會在四川的宣教區劃分